# Двори на Житави
Двори на Житави (слч. Dvory nad Žitavou, мађ. Udvard) насељено је мјесто са административним статусом сеоске општине (слч. obec) у округу Нове Замки, у Њитранском крају, Словачка Република.

## Становништво
| Година:    | 1994. | 2004.   | 2014.   | 2024.   |
| ---------- | ----- | ------- | ------- | ------- |
| Број људи: | 5030  | 5110    | 5163    | 4979    |
| Разлика:   |       | +1,59 % | +1,03 % | -3,56 % |

| Година:    | 2023. | 2024.   |
| ---------- | ----- | ------- |
| Број људи: | 4947  | 4979    |
| Разлика:   |       | +0,64 % |

Према подацима о броју становника из 2011. године насеље је имало 5.143 становника.